# Синиша Бранкович
Си́ниша Бра́нкович ((серб. Siniša Branković), нар. 30 січня 1979, Батайниця, СФРЮ) — сербський футболіст, захисник.

## Клубна кар'єра
Синиша Бранкович розпочав свою кар'єру в БСК Батайниця, вихованцем якого він і є, допоки не перейшов до більш іменитого ФК «Земун». У 2003 році Бранкович залишив «Земун» для того, щоб продовжити кар'єру в клубі вищої ліги чемпіонату України, одеському «Чорноморці». У складі одеського клубу дебютував 17 червня 2003 року в домашньому матчі 6-го туру вищої ліги чемпіонату України проти сімферопольської «Таврії». Одесити здобули в тому матчі впевнену перемогу з рахунком 2:0. У тому поєдинку Синиша вийшов у стартовому складі та відіграв увесь поєдинок, а на 87-ій хвилині матчу отримав жовту картку. Свій перший та єдиний гол у ворота суперників одеського клубу забив 16 травня 2004 року, сталося це на 76-ій хвилині матчу 21-го туру вищої ліги чемпіонату України проти криворізького «Кривбасу». Крім забитого м'яча в тому ж поєдинку на 64-ій хвилині Синиша отримав і жовту картку.
В 2005 році захищав кольори азербайджанського клубу «МКТ Араз». У сезоні 2006/07 років виступав у складі австрійського «Капфенбергу», який представляв Австрійську футбольну першу лігу. У сезоні 2007/08 років виступав у Сербії за місцевий «Банат». Останніми в кар'єрі футболіста були клуби казахської Прем'єр-ліги «Кайрат» та «Жетису».

## Кар'єра в збірній
В молодіжній збірній Югославії виконував функції капітана. До цього виступав також в юніорській збірній Югославії. 